# Douré (Yako)
Pour les articles homonymes, voir Douré.
Douré est une commune rurale située dans le département de Yako de la province du Passoré dans la région Nord au Burkina Faso.

## Géographie
Douré se trouve à 13 km au sud-est du centre de Yako, le chef-lieu de la province, et à 4 km au sud-est de Pélegtenga. La localité est traversée par la route nationale 2.

## Santé et éducation
Le centre de soins le plus proche de Douré est le centre de santé et de promotion sociale (CSPS) de Pélegtenga tandis que le centre médical avec antenne chirurgicale (CMA) de la province se trouve à Yako.
Douré possède une école primaire publique.